# پیترو کاموتزو
پیترو کاموتزو (انگلیسی: Pietro Comuzzo؛ زادهٔ ۲۰ فوریهٔ ۲۰۰۵) بازیکن فوتبال اهل ایتالیا است.
وی همچنین در تیم‌های ملی فوتبال زیر ۱۷ سال ایتالیا، زیر ۱۸ سال ایتالیا، و زیر ۲۰ سال ایتالیا بازی کرده است.